# رهاب الإسلام في كندا
رهاب الإسلام في كندا أو
الإسلاموفوبيا في كندا (بالإنجليزية: Islamophobia in Canada)‏ يشير إلى مجموعة من الخطابات والسلوكيات وغيرها مما يعبر عن مشاعر القلق والخوف والعداء والرفض تجاه الإسلام و/أو المسلمين في كندا.
لا سيما منذ 11 سبتمبر 2001 وهو موعد الهجمات التي حدثت في الولايات المتحدة، أكدت مجموعة متنوعة من الدراسات والاستطلاعات وكذلك الحوادث باستمرار وجود الإسلاموفوبيا في كندا.
تتجلى الإسلاموفوبيا في تخريب المساجد والاعتداءات على المسلمين، بما في ذلك العنف ضد النساء المسلمات اللائي يلبسن الحجاب أو النقاب. في كانون الثاني/يناير 2017 ستة من المسلمين قتلوا في إطلاق نار في مسجد بمدينة كيبيك. ازداد عدد الحوادث المعادية للمسلمين بشكل ملحوظ في العامين الماضيين. وقد أدينت الإسلاموفوبيا من قبل الحكومات الكندية على مستوى الاتحاد والمقاطعات والبلديات.
لعبت وسائل الإعلام الكندية دورا مختلطا في تغطية الإسلاموفوبيا، وقد وصفت بأنها مؤيدة لها في أحيان ومعارضة في أحيان. كذلك نظام التعليم العام في كندا قد تمت الإشارة إليه كموقع لحوادث معادية للمسلمين ودور في تنمية المواقف المعادية للمسلمين في الشباب.

## التاريخ
على الرغم من أن الإسلاموفوبيا قد تم توثيقه في كندا في القرن 20، إلا أنه ازداد زيادة سريعة في القرن 21، مع زيادة في الصراع في الشرق الأوسط وهجرة المسلمين. الغالبية العظمى من الحالات الموثقة حدثت خلال الصراع بين الولايات المتحدة وعناصر من العالم الإسلامي. مثل هذه الحوادث المعادية للمسلمين تلحظ ارتفاعا أيضا بعد حوادث الإرهاب المنسوب للمسلمين في أمريكا الشمالية أو في أجزاء أخرى من العالم الغربي.
الكنديون ذوو الأصول الشرق الأوسطية عادة يكونون ضحية للإسلاموفوبيا في إطار هجمات 11 سبتمبر وما نتج عنها من حرب على الإرهاب. الإسلاموفوبيا كثيرا ما تمثل في اعتبار المسلمين غير عقلانيين وعنيفين واعتبار الإسلام عازما على الهيمنة على العالم. كان هناك ارتفاعا كبيرا في جرائم الكراهية ضد المسلمين في تورونتو، في أعقاب هجمات 9/11. أنواع الحوادث شملت التهديدات الجسدية وتدمير الممتلكات.
في كثير من الحالات، تم استهداف غير المسلمين ومباني غير المسلمين من قبل ممارسي الإسلاموفوبيا بسبب خطأ في تحديد الهوية.

## جرائم الكراهية
قوات الشرطة من جميع أنحاء كندا قد ذكرت أن المسلمين هم ثاني أكثر مجموعة دينية استهدافا بعد اليهود. وفي حين أن جرائم الكراهية ضد كل الجماعات الدينية (بما في ذلك اليهود) قد انخفضت، إلا أن جرائم الكراهية ضد المسلمين زادت في أعقاب 9/11. في عام 2012، قوات الشرطة من جميع أنحاء كندا سجلت 45 جريمة كراهية ضد المسلمين، والتي كانت تعتبر ذات «دوافع دينية». بحلول عام 2014، ارتفع هذا العدد إلى أكثر من الضعف (إلى 99).
في عام 2015، مدينة تورونتو كان بها اتجاه مماثل: جرائم الكراهية بصفة عامة انخفضت بنسبة 8.2%، ولكن جرائم الكراهية ضد المسلمين زادت. افترضت الشرطة أن الارتفاع يمكن أن يكون بسبب هجمات باريس أو الغضب من اللاجئين. واجه المسلمون ثالث أعلى مستوى من جرائم الكراهية في تورونتو، بعد اليهود والمجتمع المثلي.

### الاعتداءات
العديد من الحوادث المعادية للمسلمين قد شملت الهجمات العنيفة على المسلمين، التي في بعض الأحيان أدت إلى الإصابات البدنية التي تتطلب دخول المستشفى. العديد من الحوادث المماثلة تدور حول النساء المسلمات اللواتي يرتدين الحجاب أو النقاب.
في 26  سبتمبر 2014، ستة من الطلبة المسلمين في جامعة كوينز تعرضوا لهجوم من قبل أربعة رجال أحدهم استخدم مضرب البيسبول وصرخ بعبارات عنصرية. واحد من الطلاب عانى من إصابات جسدية طفيفة. ألقت الشرطة القبض على رجلين على اتصال بالهجوم ووجهت لهم تهمة الاعتداء.
في مايو 2016، هوجم طالب إيراني في جامعة ويسترن بدنيا، وتم نعته بـ«العربي»؛ الطالب عانى من ارتجاج في المخ نتيجة الهجوم. المهاجمون أيضا وجهوا تهديدات ضد صديقته. عمدة لندن قال إن الهجوم كان «دعوة للاستيقاظ» وأن «الإسلاموفوبيا لا مكان له في كندا».

#### العنف ضد المرأة
العديد من النساء المسلمات قد تعرضن إلى أعمال العنف، وخاصة أولئك الذين هن مسلمات بوضوح بسبب ارتداء الحجاب أو النقاب.
في عام 2011، امرأة مسلمة ترتدي النقاب كانت مع أطفالها عندما هوجمت في ميسيساغا مول؛ المهاجم صرخ في وجهها وسحب حجابها. بعد عرض المقطع المسجل عن الواقعة في المحكمة، كان المهاجم مذنبا في الاعتداء. اعتبر الحادث معاديا للمسلمين من قبل لجنة حقوق الإنسان في أونتاريو.
في أعقاب ميثاق القيم في كيبيك 2013، العديد من النساء المسلمات ذوات الحجاب تعرضن للهجوم. في 17 سبتمبر، فتاة مسلمة عمرها 17 عاما تعرضت لهجوم في سانت كاثرينز. تعرضت الفتاة للكمة في الأنف تركتها تنزف، بالإضافة لسحب حجابها. في تشرين الثاني/نوفمبر، امرأة ترتدي الحجاب في مونتريال تعرضت لهجوم من قبل اثنين من الرجال؛ واحد منهم بصق عليها، في حين سحب الآخر منها الحجاب. في كانون الأول/ديسمبر، هوجمت امرأة ترتدي الحجاب وحاولت امرأة أخرى قسرا إزالة الحجاب من رأسها.
في أيلول/سبتمبر 2015، تعرضت مرأة حامل ترتدي الحجاب للهجوم من قبل مراهقين في تورونتو، وحاولوا سحب حجابها، وتسبب ذلك في وقوعها. ردت الجمعية الوطنية لكيبيك عن طريق تمرير بالإجماع قرار ضد الإسلاموفوبيا.

### الهجمات على المساجد
المساجد في كندا كانت هدفا للعديد من الهجمات المعادية للمسلمين. أنواع الهجمات تتكون عادة من كسر النوافذ والأبواب أو طلاء رسائل عدائية على المسجد.
في 31 كانون الأول/ديسمبر 2013، كان هناك تهديد قنبلة عند مسجد في فانكوفر وتم إخلاء المبنى من قبل شرطة الخيالة الملكية الكندية. في 26 تشرين الثاني 2014، كان هناك تهديد قنبلة آخر عند مسجد مونتريال وعثرت الشرطة على عبوة مريبة. 12 مبنى في المنطقة تم إخلاؤهم حتى تحدد الشرطة نوع العبوة.
في 20 مايو 2014، حاول رجل إلقاء قنبلة حارقة عبر نافذة مسجد في مونتريال، ولكن تم إيقافه من قبل الشرطة. الشرطة كانت تراقب المسجد لأنه سبق أن كان هدف لهجمات متعددة.
في 14 نوفمبر/تشرين الثاني 2015، بعد يوم من هجمات باريس، تم حرق المسجد الوحيد في بيتربرة، أونتاريو. اعتبرت الشرطة الحريق جريمة كراهية.

### إطلاق النار في مسجد مدينة كيبيك
في كانون الثاني/يناير 2017، فتح مسلح النار على المصلين في المركز الثقافي الإسلامي في كيبيك، قتل 6 أشخاص وجرح 19 آخرين. ذكرت وسائل الإعلام أن المهاجم كان طالبا جامعيا لديه ميول سياسية يمينية معادية للمسلمين. كثير من المسلمين وغير المسلمين ألقوا باللوم في الهجوم على زيادة الخطاب العدائي ضد الإسلام في كندا.

### هجوم الدهس في لندن، أونتاريو
في يونيو من العام 2021، وقع خمسة مسلمين من عائلة واحدة ضحايا لهجوم إرهابي في مدينة لندن بمقاطعة أونتاريو. تُوفي أربعة تاركين الخامس، وهو طفل في التاسعة من عمره، مصابا بإصابات خطيرة.
وُصف الهجوم بأنه متعمّد ودوافعه مشاعر كراهية للمسلمين.

## وجهة نظر العامة
خاصة منذ 9/11 كانت هناك طفرة في الاهتمام بالتنوع الديني من قبل الباحثين، وبالتالي هذا مجال خاضع للتطور من البحوث.

### عن المسلمين
وجد استطلاع في سنة 2016 أن 28% من الكنديين يكرهون المسلمين، مقارنة مع 16% ممن يكرهون الأمم الأولى (سكان كندا الأصليين). كان المسلمون في الاستطلاع مكروهين في كيبيك في المقام الأول، حيث كان اليهود أيضا مكروهين. المسلمين أيضا مكروهون من قبل المحافظين الذين لديهم مستويات أعلى من التحيز الديني عن الليبراليين أو الديموقراطيين الجدد. وجد استطلاع أنجوس ريد في 2015 أن 44% من الكنديين يكرهون المسلمين، مقارنة مع 35% يكرهون السيخ. كراهية المسلمين كانت أعلى بشكل خاص في كيبيك، حيث اليهود والسيخ أيضا مكروهون.
المشاعر المعادية للمسلمين في كندا تزداد وفقا لتقارير. أنجوس ريد وجد زيادة بين 2009 و 2013. مؤسسة العلاقات العرقية الكندية وثقت زيادة في سوء الرأي العام في الفترة بين 2012 و 2016. أشارت جمعية الدراسات الكندية إلى أن الرأي العام عن المسلمين قد أصبح أسوأ والآراء بشأن جماعات أخرى مثل الآسيويين قد تحسنت. افترض البعض أن هذا يمكن أن يكون «نزوح للمشاعر السلبية» وتوجيهها إلى السكان المسلمين.
الإحصاءات تشير إلى أن الإسلاموفوبيا هو سائد بالتحديد في كيبيك. وجد استطلاع أنجس ريد للرأي في عام 2009 أن 68% من سكان كيبيك الذين شملهم الاستطلاع كان لديهم رؤية غير إيجابية عن الإسلام. وقد ارتفعت هذه النسبة قليلا في 2013 إلى 69%. إلا أن نفس الاستطلاع أظهر أن الزيادة في المواقف المعادية للمسلمين في بقية كندا كان أكبر مما كان عليه في كيبيك، حيث ارتفعت من 46% في عام 2009 إلى 54% في عام 2013.
في تموز/يوليه 2016، وجدت دراسة استقصائية أجرتها شركة الاقتراع مارو/VCR&C أن الثلث فقط من سكان أونتاريو كان لديهم انطباع إيجابي عن الإسلام، بينما أكثر من النصف يعتقد أن تعاليم التيار الإسلامي تشجع على العنف. ثلاثة الأرباع قالوا أن المهاجرين المسلمين لديهم قيم أساسية مختلفة. تم إجراء هذا الاستطلاع بعد وصول ما يقرب من 12,000 من اللاجئين السوريين إلى أونتاريو في النصف الأول من عام 2016. كما وجدت الدراسة أن المعارضة لوصول اللاجئين السوريين كانت أعلى بين أولئك الذين لديهم آراء سلبية عن الإسلام.
وجدت دراسة استقصائية أجريت في كيبيك أن 49% من المستطلعين «سيشعرون بالانزعاج» إذا تلقوا خدمات من شخص يرتدي الحجاب، مقارنة مع 31% ممن ينزعجوا من عمامة السيخ، 25% ينزعجون من الكيباه، 6% ينزعجون من الصليب.

### عن التمييز ضد المسلمين
في مسح عن التنوع العرقي أجراه مكتب إحصاءات كندا سنة 2003 وجد أن فقط 0.54% من المسلمين أفادوا بأنهم كانوا ضحية لجريمة كراهية على أساس الدين بين عامي 1998 و2003. بينما ازدادت النسبة سريعا، ووجدت دراسة 2016 أن 35% من المسلمين في كندا ذكروا معاناتهم من التمييز.
في 2006، وجد استطلاع أن 34% من الكنديين يعتقدون أن المسلمين «في كثير من الأحيان» يعانون من التمييز في كندا؛ هذه النسبة ارتفعت إلى 44% في عام 2010. في كل من السنتين، كان المسلمون والشعوب الأصلية هم الفئات الأكثر عرضة للتمييز. وجد استطلاع سنة 2011 أن 60% من الكنديين يرون أن التمييز ضد المسلمين زاد بعد هجمات 9/11.
في عام 2011، سأل ايبسوس ريد الكنديين عن ما إذا كان المسلمون في كندا يجب أن يتلقوا نفس المعاملة مثل الكنديين الآخرين. 81% من المستطلعين قالوا أن المسلمين يجب أن يتلقوا نفس المعاملة، 15% قالوا بأن المسلمين يجب أن يعاملوا بشكل مختلف. النسبة من أفراد العينة الذين يعتقدون بوجوب معاملة المسلمين بشكل مختلف كانت أعلى في ألبرتا (31%)، تليها كيبيك (21%).

## دور وسائل الإعلام
تعرضت وسائل الإعلام الكندية لانتقادات لدورها في الإسلاموفوبيا بصفة عامة وفي تغطية الأخبار عن أحداث معينة. يؤكد أستاذ الصحافة الكندي كريم كريم أن في مرحلة ما بعد 9/11، حل مفهوم «الخطر الإسلامي» محل «التهديد السوفياتي» في سنوات الحرب الباردة في كندا. بعد مقارنة تغطية وسائل الإعلام الرئيسية في كندا لجماعات الأقليات الدينية في كندا، يستنتج محمود عيد  أن وسائل الإعلام الكندية عادة تطبق إطارات من صورة العدو، التطرف، التعصب، عدم المساواة والإسلاموفوبيا عند الحديث عن المسلمين. الصور النمطية للمسلمين والعرب وشعوب الشرق الأوسط بشكل عام هي: الإرهابيين، الوحشيين، الطابور الخامس. هذه الصور النمطية كثيرا ما يقال أنها تهدف لزيادة الشك في المسلمين عامة، مما ينتج عنه جرائم الكراهية ضدهم. في الواقع، وجدت دراسة تشابه بين أساطير ذكرت في وسائل الإعلام عن المسلمين وبين عبارات كراهية موثقة في الحوادث المعادية للمسلمين.
ومع ذلك، ترى باربرا بيري بأن وسائل الإعلام الكندية أكثر توازنا وموضوعية في تغطيتها للمسلمين من المملكة المتحدة والولايات المتحدة وأستراليا. وأشارت إلى حالة مؤامرة «تورونتو 18» الإرهابية، حيث اعترفت بعض المنافذ الإعلامية مثل تورنتو ستار أن المشتبه فيهم كانوا على هامش المجتمع المسلم وأعطوا تغطية للقادة المسلمين، مما يسمح لهم بتقديم الجانب السلمي من الإسلام.
دينيس هيلي من المعهد الوطني للبحوث العلميه تكتب أن وسائل الإعلام غالبا ما تعطي زورا الانطباع بأن «المسلمين باستمرار يطالبون بالاعتراف بممارساتهم الخاصة»، وذلك عن طريق إعطاء تغطية ضخمة لحوادث تافهة. وتستشهد بأمثلة مثل المناقشة على طول تنورة موظفة في مطار بيرسون، أو ارتداء الحجاب في فريق كرة القدم في إدمونتون.
يرى الناشر في تورنتو ستار جون كروكشانك أن «شريحة كبيرة من وسائل الإعلام الكندية عنصرية ومتعصبة ضد المسلمين الكنديين».
الكونجرس الإسلامي الكندي -المتوقف حاليا- (CIC) بدأ في رصد تغطية وسائل الإعلام الكندية للمشاعر المعادية للمسلمين في عام 1998. عارض CIC استخدام عبارات مثل «المسلمين المتشددين» و«التمرد الإسلامي» بحجة أن الدين لا يؤيد الإرهاب أو التشدد.
قال جوناثان كاي من ناشيونال بوست أنه في السنوات الأخيرة كل من حكومة ستيفن هاربر الاتحادية المحافظة وحكومة بولين ماروا من حزب كيبيك قد خسرا منصبهما عن طريق التصويت بسبب «كراهية الإسلام» في حملاتهم، وأن وسائل الإعلام الكندية لعبت دورا رئيسيا في التنديد برسائلهم المعادية للمسلمين الموجهة إلى الكنديين.
وصف سيتكوم هيئة الإذاعة الكندية مسجد صغير على المرج، الذي بث من عام 2007 إلى عام 2012، بأنه «فتحت مساحة عامة للمسلمين الكنديين للتعبير عن التقاليد والطقوس والثقافة والدين في وقت ذروة مشاهدة التلفزيون الكندي.» ومع ذلك، رأى آخرون أن العرض يواصل تأكيد (بدلا من تحدي) مفاهيم وتوقعات كندية معينة عن الإسلام خاصة المتعلقة بالهيمنة.

### منافذ محددة
في الماضي، بعض وسائل الإعلام قد تعرضت لانتقادات بسبب التحيز في التغطية للمسلمين. وبالمثل، فإن بعض وسائل الإعلام قد أشيد بها لتغطية الإسلام والمسلمين بطريقة متوازنة.
في عام 1998، خص الكونجرس الإسلامي الكندي (CIC) صحيفة ناشيونال بوست الرائدة باستمرار دعم الإسلاموفوبيا في كندا. ذكرت دراسة أجريت عام 2006 في جامعة ألبرتا أنه خلال الانتخابات الاتحادية سنة 2006، 42 ٪ من مقالات ناشيونال بوست ربطت الإسلام والمسلمين بالإرهاب، مقارنة مع 9% من المقالات في العالم والبريد و14% من المقالات في تورونتو ستار. جادل جوناثان كاي من ناشيونال بوست إن وسائل الإعلام مفتونة بموضوع الإرهاب لأن هذا هو ما يهتم به الجمهور الكندي العام. وذكر كاي أيضا بأن الإسلام يتم ربطه مع الإرهاب في وسائل الإعلام فقط لأن الجماعات الإرهابية البارزة تستخدم اسم الإسلام، لذا فالإعلام ملزم على ربط كليهما في التقارير على هذا النحو.
في عام 2016، اتهم كاتب من تورنتو ستار وهو «هارون صديقي» ناشيونال بوست بدعم الإسلاموفوبيا.
في عام 2007، وجه الكونغرس الإسلامي الكندي شكاوى مع اللجنة الكندية لحقوق الإنسان، لجنة حقوق الإنسان في أونتاريو (OHRC) وكذلك منظمة BCHRT ضد مجلة ماكلين، واتهمت المجلة بنشر 18 مقالة معادية للمسلمين بين عامي 2005 و2007، بما في ذلك مقالة ازدرائية بعنوان «مستقبل الإسلام» لمارك ستاين. رفضت لجنة حقوق الإنسان الكندية الشكوى. وجدت BCHRT أنه في حين أن المقالة تحتوي على معلومات «محرفة» وتستخدم المبالغة لتخويف القارئ من المسلمين، إلا أنها لم تنتهك قوانين مكافحة الكراهية. قالت BCHRT أن «الخوف ليس مرادفا للكراهية والاحتقار.» وصفت لجنة حقوق الإنسان في أونتاريو OHRC مقالات ماكلين بأنها معادية للأجانب، ومعادية للإسلام وتعمل على تعزيز التحيز؛ إلا أن اللجنة أكدت أنه ليس لديها اختصاص لسماع الشكوى.
أشاد الكونغرس الإسلامي الكندي بتورنتو ستار و«لا بريس» للتغطية الشاملة وغير المتحيزة للإسلام. وجدت دراسة استقصائية لعام 2005 لـ 120 من المسلمين الكنديين أن 66% من المستطلعين يثقون بتورنتو ستار كمصدر للحصول على المعلومات، مقارنة مع 12% يثقون في العالم والبريد و4% فقط ممن يثقون بناشيونال بوست.

## الردود
العديد من الكنديين قد تظاهروا ضد معاداة الإسلام في كثير من الأحيان في أعقاب الحوادث المعادية للمسلمين.
في 21 نوفمبر 2015، تظاهر مئات من سكان تورونتو بعد سلسلة من الحوادث المعادية للمسلمين.
في عام 2016، تم إطلاق «الخط الساخن للإسلاموفوبيا» من قبل جمعية كولومبيا البريطانية للحريات المدنية و8 مجموعات أخرى لتقديم المساعدة القانونية المجانية لضحايا الإسلاموفوبيا.

### الحكومة

#### الاتحادية
في 26 أكتوبر 2016، مرر برلمان كندا اقتراحا لإدانة «جميع أشكال الإسلاموفوبيا». عندما عرض الاقتراح لأول مرة في 6 تشرين الأول/كتوبر، قوبل بالاعتراض من قبل بعض النواب المحافظين. أعرب العديد من الكنديين المسلمين عن خيبة أملهم في المعارضة المحافظة. ومع ذلك، في 26 تشرين الأول، عندما أعيد العرض، تمت الموافقة عليه بالإجماع مع تأييد جميع الأطراف.
قدمت النائبة الليبرالية اقرا خالد المقترحة الاقتراح 103 في كانون الأول/ديسمبر 2016، وهو اقتراح غير ملزم بـ«إدانة الإسلاموفوبيا وجميع أشكال العنصرية النظامية والتمييز الديني». كان الاقتراح مدعوما من قبل نواب من الليبراليين، الحزب الوطني الديمقراطي، وحزب الخضر ولكن عارضه الكثير من نواب المعارضة المحافظين. مرر الاقتراح بأغلبية 201-91 في 23 مارس عام 2017.